# Adolf von Baerenfels
Adolf Friedrich von Baerenfels (* 6. Februar 1840 in Waldenburg; † 19. August 1920) war ein deutscher Richter.

## Leben
Er war der Sohn des Landrats Moritz von Baerenfels zu Stralsund. Er besuchte bis 1859 das Pädagogium zu Putbus, um dann an der Königlichen Universität zu Greifswald Rechtswissenschaft zu studieren. 1859 wurde er im Corps Pomerania Greifswald recipiert. Im Mai 1862 wurde er in Preußen vereidigt. Als 1871 das Reichsland Elsaß-Lothringen entstand, wechselte er als Landgerichtsrat dorthin. 1887 wurde er zum Landgerichtsdirektor befördert. Zwei Jahre später wurde er Oberlandesgerichtsrat. 1896 wurde er an das Reichsgericht berufen. 1906 ging er in den Ruhestand.